# L'Homme sec
 (avril 2012).
L'Homme sec est le premier roman de l'écrivain français François Barberousse. L'auteur y  décrit des personnages authentiques, des vrais paysans de la Sologne et du Berry de l'entre-deux-guerres : Gaucher le violent, Millet qui n'aime que son travail et ses chevaux, Georgette qui donne son cœur au premier venu et son fœtus aux porcs. Et enfin, l'Homme sec, cet homme dont les femmes n'ont jamais voulu.
Tous ces paysans sont décrits avec une force, une patience, une probité d'autant plus remarquables que ces qualités n'excluent pas la sympathie ni, par endroits, une sorte de rude finesse.

## Réception critique
- Jean Vaudal, critique littéraire des années 30 affirme dans La Nouvelle Revue française du 1er mars 1936 que « L'Homme sec est bien plus qu'une simple photographie du monde paysan ».
- L'auteure berrichonne Marie du Berry affirme « L'amour du paysan pour sa terre est sincère, cru, presque terrible. L'Homme sec est une peinture du monde paysan qui renvoie au réalisme à la Zola ».

## Place dans l’œuvre de Barberousse
Ce livre rencontre un vrai succès puisque non seulement il fait l'objet de rééditions, ce qui était rare à l'époque pour un premier roman, mais il est possible qu'il ait passé la présélection du Goncourt puisque dans son édition du 5 janvier 1936, Le Quotidien, journal de l'entre-deux-guerres évoque L'Homme Sec et le présente comme un perdant du Goncourt décerné à Joseph Peyré pour Sang et Lumière. Certains comparent alors l'auteur à Céline, telle la revue Bulletin des Lettres d'A. Lardanchet dans laquelle on a pu lire dans l'édition du 25 novembre 1935 : « Ce roman paysan (L’Homme sec) rappelle par sa crudité le Voyage au bout de la nuit, mais il lui est, à notre avis, supérieur par le naturel, la sincérité et les réflexions qu’il suggère ».

## Sources
- La vie littéraire, "Romanciers de la paysannerie, M. Joseph Voisin, M. François Barberousse", Le Jour, 18 novembre 1936
- Chronique de Joë Bousquet "L'homme sec par François Barberousse", Les cahiers du Sud, juillet 1936
- Critique, "François Barberousse, 35 ans, publie son premier livre", Magazine LU, 29 novembre 1935
- Chronique littéraire, "L'Homme sec par François Barberousse", La Petite Gironde, Bordeaux, 12 février 1936
- Courrier Littéraire, "L'Homme sec, par François Barberousse", revue l'Homme Libre, 19 janvier 1936
- Rubrique Vient de paraître, "L'Homme sec par François Barberousse", La dépêche du Berry, Bourges, 15 décembre 1936
- Chronique littéraire, "L'Homme sec, par François Barberousse (Gallimard)" La Nouvelle Revue Française, 1er mars 1936, critique de Marcel Arland
- Comment la Sologne a pu oublier François Barberousse ?, in Le petit Solognot, 22 mars 2012
- Revue En Sologne numero 66 page 4
- Le Petit Berrichon n°46 page 10